# Cyphon convexum
Cyphon convexum es una especie de coleóptero de la familia Scirtidae.

## Distribución geográfica
Habita en Zambia (Rodesia).